# Philippe Dean
Philippe Dean (3 gennaio 1969) è un ex attore pornografico francese, attivo soprattutto negli anni novanta.
Senza dubbio è stato uno dei più grandi attori francesi del suo genere; ha lavorato inoltre sotto la direzione di Christophe Clark, Pierre Woodman, Marc Dorcel. Nel 1997, ha ricevuto un premio Hot d'Or. Nel 2002 ha debuttato come regista in Dolce vita à la française. Usa diversi pseudonimi quali Philipe Dean, Philip Dean, Phillipe Dean e Philipe.

## Filmografia parziale
- Stavros (1996)
- Stavros 2 (1996)
- The VeneXiana (1996)
- Private Gold 12: Pyramid 2 (1996)
- Le avventure erotiche di Zorro (1996)
- Les Nuits de la présidente (1997)
- Fuga dall'Albania (1998)
- Capricci anali (1998)
- Hell's Angel (1998)
- Eternal Desire (1998)
- Rocco e i mercenari (1999)
- La monaca di Monza (2000)
- Napoli (2000)
- L'hotel del peccato (2000)
- Casino (2001)
- Il desiderio di spiare mia moglie (2001)
- Il re di Napoli (2001)
- Faust (2002)
- Maruzzella (2002)
- Wild West (2003)
- Hot Paradise (2004)
- Madame... (2005)
- When Porn Stars Play 4... Sex for Fun (2006)